# فرنسيس أوبراين
فرنسيس أوبراين (بالإنجليزية: Francis O'Brien)‏ (1911 - 22 أكتوبر 1991 في نيوزيلندا) هو لاعب كريكت نيوزلندي.

## وصلات خارجية
- فرنسيس أوبراين على موقع إي آس بي آن كريك إنفو (الإنجليزية)